# Melanophryniscus stelzneri
Melanophryniscus stelzneri é uma espécie de anfíbio anuro da família Bufonidae. É considera uma espécie pouco preocupante pela Lista Vermelha do UICN. Está presente na Argentina.